# جایزه یک عمر دستاورد هنری انجمن بازیگران فیلم

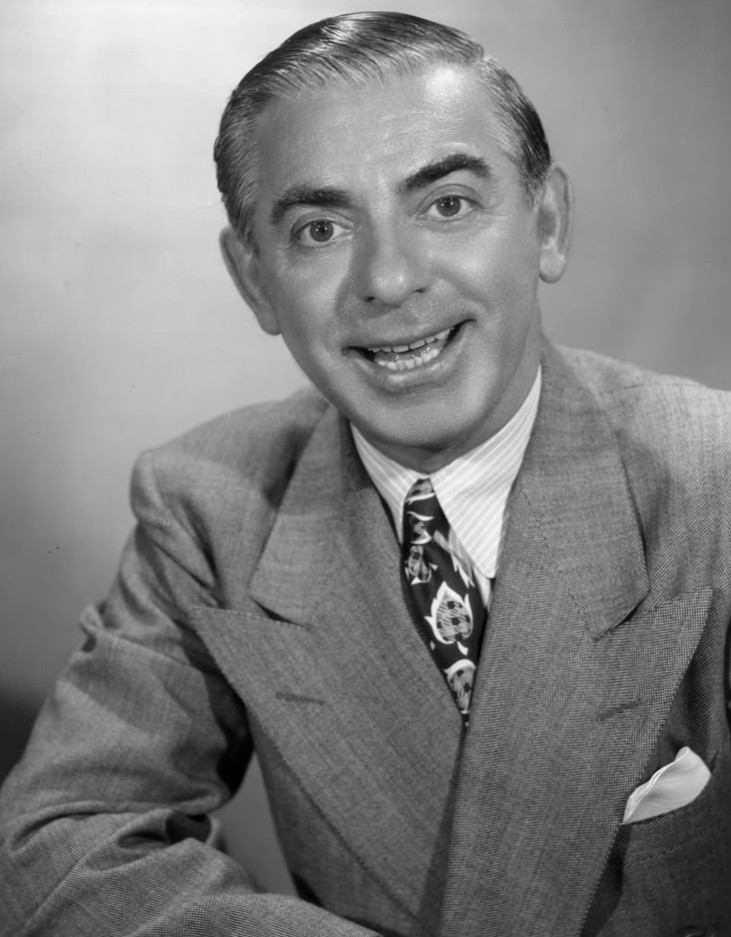
عکس تبلیغاتی ادی کانتور از برنامه رادیویی او.

جایزه دستاورد زندگی انجمن بازیگران فیلم توسط کمیته ملی افتخار و تکریم انجمن صنفی بازیگران فیلم  برای «دستاورد برجسته در پرورش بهترین آرمان‌های حرفه بازیگری» ارائه می‌شود. این جایزه بیش از سی سال قبل از نخستین مراسم جایزه انجمن بازگیران فیلم ارائه شد. اولین دریافت کننده این جایزه ادی کانتور مجری و کمدین در ۱۹۶۲بود. از آن زمان تاکنون ، هر سال به جز سال‌های ۱۹۶۳ و ۱۹۸۱ این جایزه ارائه شده است. در دو نوبت، دو نفر در همان سال این جایزه را دریافت کردند: در ۱۹۸۵، هنگامی که به بازیگران پل نیومن و جوآن وودوارد تقدیم شد و در ۲۰۰۰، هنگامی که به فعالان حقوق مدنی اوسی دیویس و روبی دی ارائه شد. تا ۲۰۱۸، ۵۴ نفر این جایزه را دریافت کرده‌اند که ۴۶ نفر از آنها مرد و ۱۹ زن هستند. 